# Medinet Habu
Medînet Hâbu (arabisch مدينة هابو, altägyptisch Tahut; koptisch Djeme/Djemi) ist ein Teil der alten Nekropole von Theben-West in Ägypten am Rand des Fruchtlandes des Nils, gegenüber von Luxor. Auf dem Areal von Medînet Hâbu befindet sich ein großer Totentempel des Ramses III., der zugleich dem Amun geweiht war und eines der stilistisch vollkommensten Bauwerke Ägyptens darstellt.

## Hintergrund

### Nutzung in altägyptischer Zeit

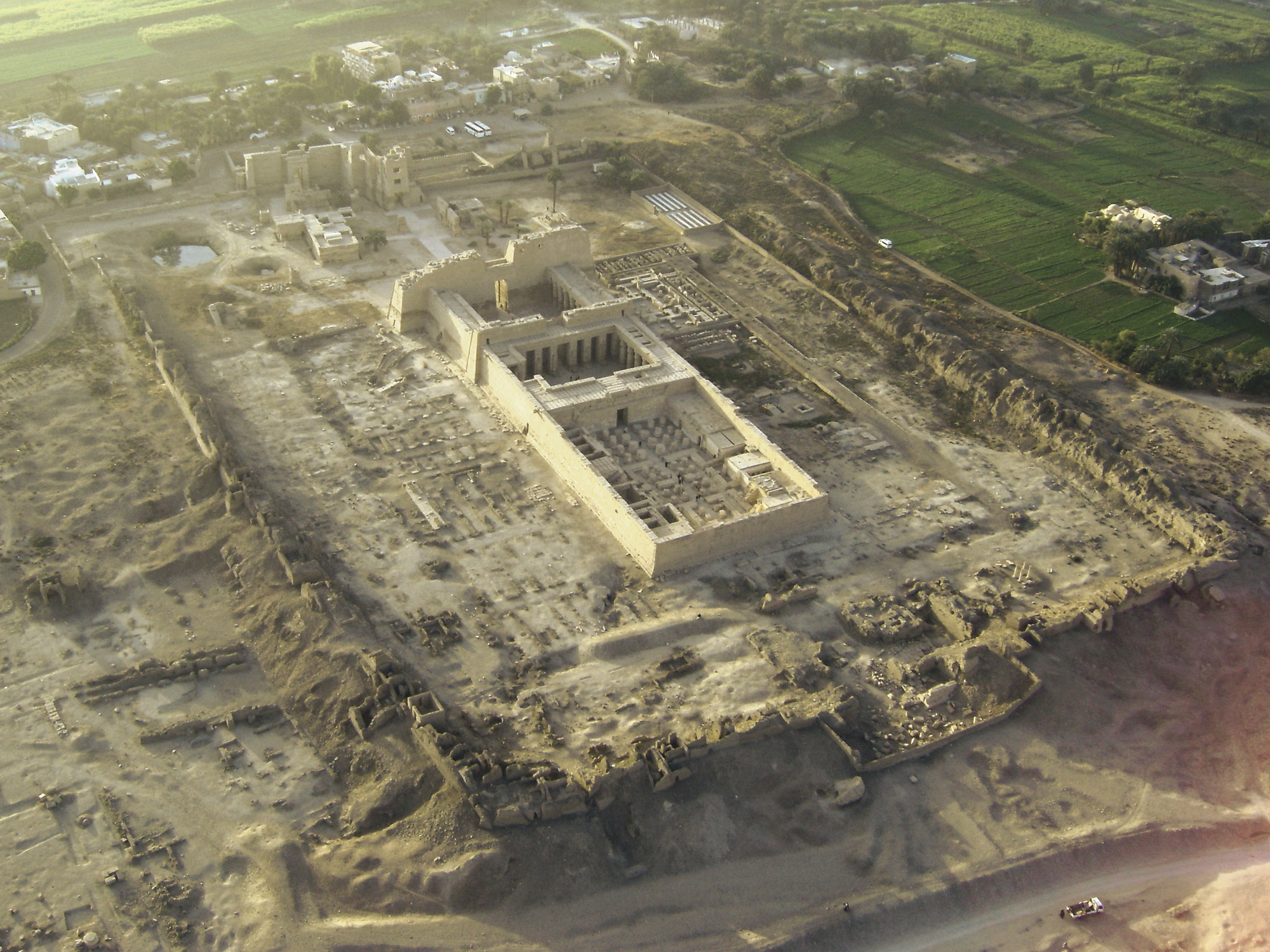
Tempelanlage von Norden

Im Gebiet von Medînet Hâbu befinden sich weitere Anlagen:
- Tempel der Hatschepsut: Der so genannte Kleine Tempel, der unter Thutmosis III. umgebaut wurde.
- Totentempel des Haremhab
- Gräber einiger Gottesgemahlinnen des Amun

Die teilweise noch ausgezeichnet erhaltenen Flachreliefs am Tempel stellen in blutrünstigen Details die Siege des Königs (Pharao) über die Seevölker und Libyer dar, zeigen die Opferung von Gefangenen sowie den König, der die Gefangenen zu Amun führt. Die altägyptischen Relikte in Medînet Hâbu wurden lange Zeit als Steinbruch genutzt.

### Neugründung des Ortes Djeme
In koptischer Zeit entstand innerhalb der großen Umwallung der Ort Djeme, dessen Name sich vom altägyptischen Namen Tahut ableitet. Die Erbauer von Djeme nutzten dabei die Schutzvorrichtungen, die jener Bezirk von Medinet Habu bot. Der zweite Vorhof des Tempels von Ramses III. wurde nun als Kirche verwendet. Die Ziegelhäuser wurden bis ins neunte Jahrhundert schichtweise übereinander gebaut. Mit den Ausgrabungen der Tempelanlagen wurde 1898 begonnen.